# Binisalem
Binisalem (catalansk: Binissalem) er en by og kommune i det østlige Spanien på øen Mallorca i provinsen De Baleariske Øer. Den har et indbyggertal på 9.281 (2024) indbyggere.